# Вокшерка
Вокшерка — река в России, протекает в Даниловском районе Ярославской области. Устье реки находится в 40 км по левому берегу реки Ить от её устья. Длина реки составляет 11 км. Сельские населённые пункты у реки: Вяцково, Федяково, Назарово, Сендерево, Антоново, Марково, Борисово и Вокшеры.

## Данные водного реестра
По данным государственного водного реестра России относится к Верхневолжскому бассейновому округу, водохозяйственный участок реки — Волга от Рыбинского гидроузла до города Кострома, без реки Кострома от истока до водомерного поста у деревни Исады, речной подбассейн реки — Волга ниже Рыбинского водохранилища до впадения Оки. Речной бассейн реки — (Верхняя) Волга до Куйбышевского водохранилища (без бассейна Оки).
Код объекта в государственном водном реестре — 08010300212110000010569.